# Navajo Bakboord
Navajo Bakboord (Amsterdam, 29 gennaio 1999) è un calciatore olandese naturalizzato surinamese, difensore del Waterford e della nazionale surinamese.

## Caratteristiche tecniche
È un terzino destro.

## Carriera

### Club
Cresciuto nel settore giovanile dell'Ajax, ha esordito con la seconda squadra dei lancieri il 1º dicembre 2017 disputando l'incontro di Eerste Divisie vinto 1-0 contro il MVV.
Il 23 maggio 2019 è stato ceduto a titolo definitivo all'Heracles Almelo.

### Nazionale
Dopo aver giocato nelle nazionali giovanili olandesi Under-15, Under-16, Under-17, Under-18, Under-19 ed Under-20 nel 2023 ha esordito nella nazionale maggiore del Suriname.

## Statistiche
Statistiche aggiornate al 18 agosto 2019.

### Presenze e reti nei club
| Stagione         | Squadra          | Campionato       | Campionato | Campionato | Coppe nazionali | Coppe nazionali | Coppe nazionali | Coppe continentali | Coppe continentali | Coppe continentali | Altre coppe | Altre coppe | Altre coppe | Totale | Totale | Totale |
| Stagione         | Squadra          | Comp             | Pres       | Reti       | Comp            | Pres            | Reti            | Comp               | Pres               | Reti               | Comp        | Pres        | Reti        | Pres   | Reti   |        |
| ---------------- | ---------------- | ---------------- | ---------- | ---------- | --------------- | --------------- | --------------- | ------------------ | ------------------ | ------------------ | ----------- | ----------- | ----------- | ------ | ------ | ------ |
| 2017-2018        | Jong Ajax        | 1D               | 3          | 0          |                 | -               | -               |                    | -                  | -                  |             | -           | -           | 3      | 0      |        |
| 2018-2019        | Jong Ajax        | 1D               | 21         | 0          |                 | -               | -               |                    | -                  | -                  |             | -           | -           | 21     | 0      |        |
| Totale Jong Ajax | Totale Jong Ajax | Totale Jong Ajax | 24         | 0          |                 | -               | -               |                    | -                  | -                  |             | -           | -           | 24     | 0      |        |
| 2019-2020        | Heracles Almelo  | ED               | 3          | 0          | CO              | 0               | 0               |                    | -                  | -                  |             | -           | -           | 3      | 0      |        |
| Totale carriera  | Totale carriera  | Totale carriera  | 27         | 0          |                 | 0               | 0               |                    | -                  | -                  |             | -           | -           | 27     | 0      |        |

### Cronologia presenze e reti in nazionale
| Cronologia completa delle presenze e delle reti in nazionale ― Suriname | Cronologia completa delle presenze e delle reti in nazionale ― Suriname | Cronologia completa delle presenze e delle reti in nazionale ― Suriname | Cronologia completa delle presenze e delle reti in nazionale ― Suriname | Cronologia completa delle presenze e delle reti in nazionale ― Suriname | Cronologia completa delle presenze e delle reti in nazionale ― Suriname | Cronologia completa delle presenze e delle reti in nazionale ― Suriname | Cronologia completa delle presenze e delle reti in nazionale ― Suriname |
| Data                                                                    | Città                                                                   | In casa                                                                 | Risultato                                                               | Ospiti                                                                  | Competizione                                                            | Reti                                                                    | Note                                                                    |
| ----------------------------------------------------------------------- | ----------------------------------------------------------------------- | ----------------------------------------------------------------------- | ----------------------------------------------------------------------- | ----------------------------------------------------------------------- | ----------------------------------------------------------------------- | ----------------------------------------------------------------------- | ----------------------------------------------------------------------- |
| 18-6-2023                                                               | Fort Lauderdale                                                         | Suriname                                                                | 0 – 0 (3 – 4 dtr)                                                       | Porto Rico                                                              | Qual. Gold Cup 2023                                                     | -                                                                       | 61’ 65’                                                                 |
| 9-9-2023                                                                | Saint George's                                                          | Grenada                                                                 | 1 – 1                                                                   | Suriname                                                                | CONCACAF Nations League 2023-2024 - 1º turno                            | -                                                                       | 89’ 90+4’                                                               |
| 12-9-2023                                                               | L'Avana                                                                 | Cuba                                                                    | 1 – 0                                                                   | Suriname                                                                | CONCACAF Nations League 2023-2024 - 1º turno                            | -                                                                       |                                                                         |
| 12-10-2023                                                              | Paramaribo                                                              | Suriname                                                                | 1 – 1                                                                   | Haiti                                                                   | CONCACAF Nations League 2023-2024 - 1º turno                            | -                                                                       |                                                                         |
| 15-10-2023                                                              | Paramaribo                                                              | Suriname                                                                | 4 – 0                                                                   | Grenada                                                                 | CONCACAF Nations League 2023-2024 - 1º turno                            | -                                                                       | 70’                                                                     |
| 21-3-2025                                                               | Paramaribo                                                              | Suriname                                                                | 1 – 0                                                                   | Martinica                                                               | Qual. Gold Cup 2025                                                     | -                                                                       |                                                                         |
| 25-3-2025                                                               | Fort-de-France                                                          | Martinica                                                               | 0 – 1                                                                   | Suriname                                                                | Qual. Gold Cup 2025                                                     | -                                                                       |                                                                         |
| Totale                                                                  |                                                                         | Presenze                                                                | 7                                                                       |                                                                         | Reti                                                                    | 0                                                                       |                                                                         |

## Palmarès
- Eerste Divisie: 2

Jong Ajax: 2017-2018
Heracles Almelo: 2022-2023